# Remesfjorden
Remesfjorden (også skrevet Remasfjorden) er en lille fjord i Lindesnes kommune i Agder fylke i Norge. Den har indløb mellem Østre Imsa ved fyret Imsa i vest og Finnøya, vest for Svinør og Åvik i øst. Herfra strækker den sig næsten fire kilometer mod nord. Nord for Østre Imsa går der en bugt ind mod øst, Svenevigbukta, til Svenevig og Reme. Videre mod nord går fjorden en kilometer videre ind til Remesvik.
Vest for Imsa ligger Njervesfjorden, mens Syrdalsfjorden ligger øst for Åvik og Svinør.